# Crinum bulbispermum
Crinum bulbispermum es una planta herbácea perteneciente a la familia de las amarilidáceas. Es originaria de Sudáfrica. Se ha naturalizado en otras partes del mundo como el sur de Norteamérica.

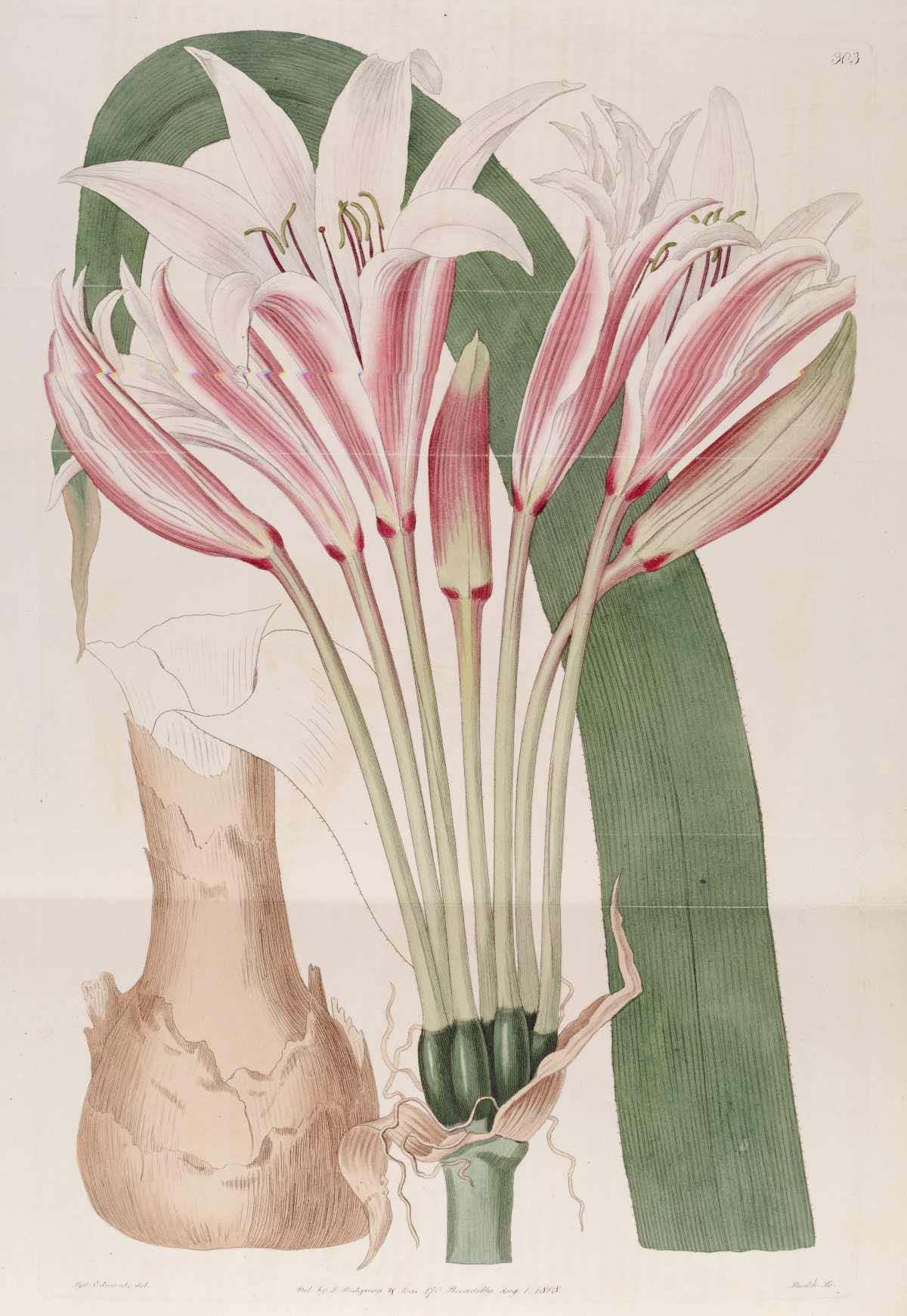
Ilustración

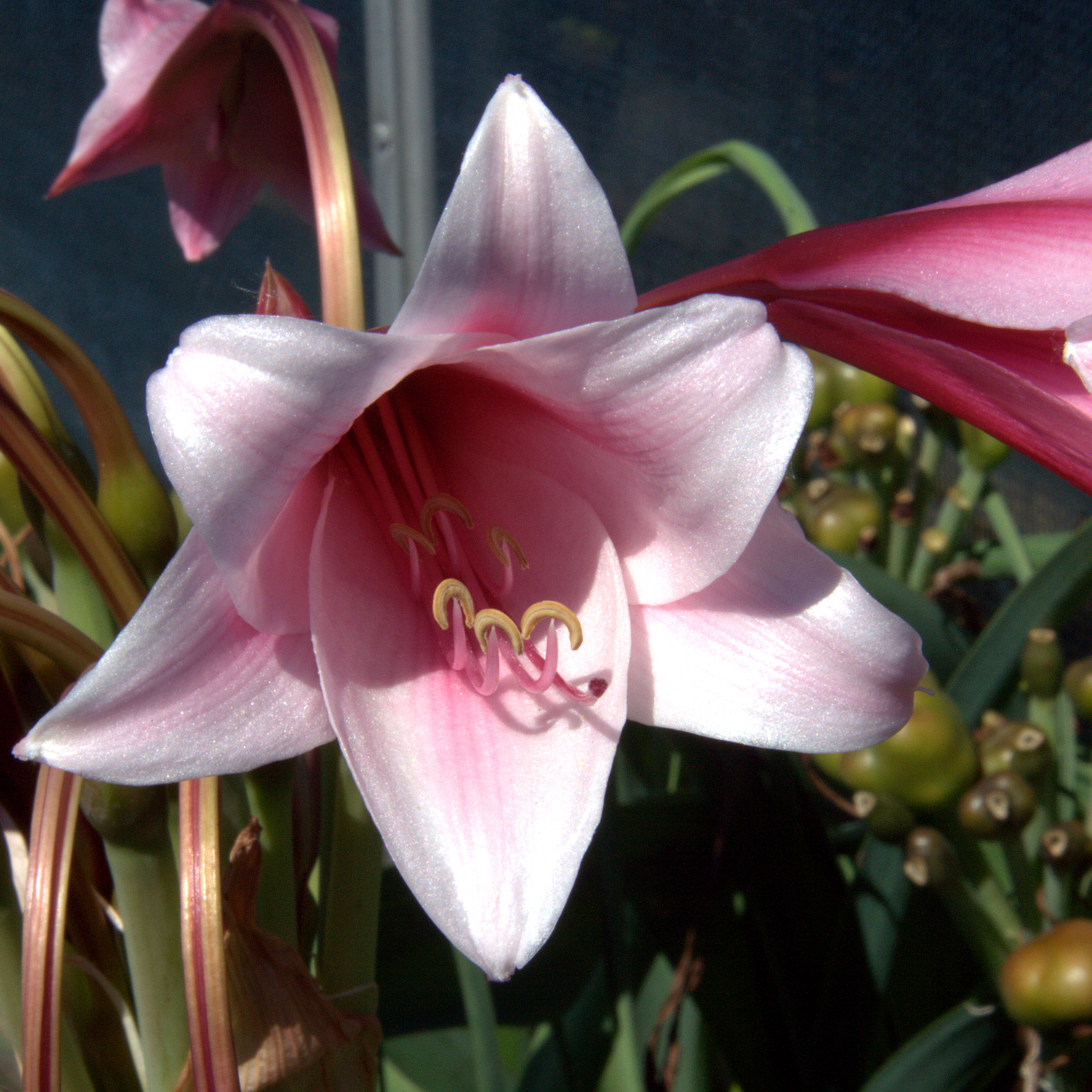
Detalle de la flor

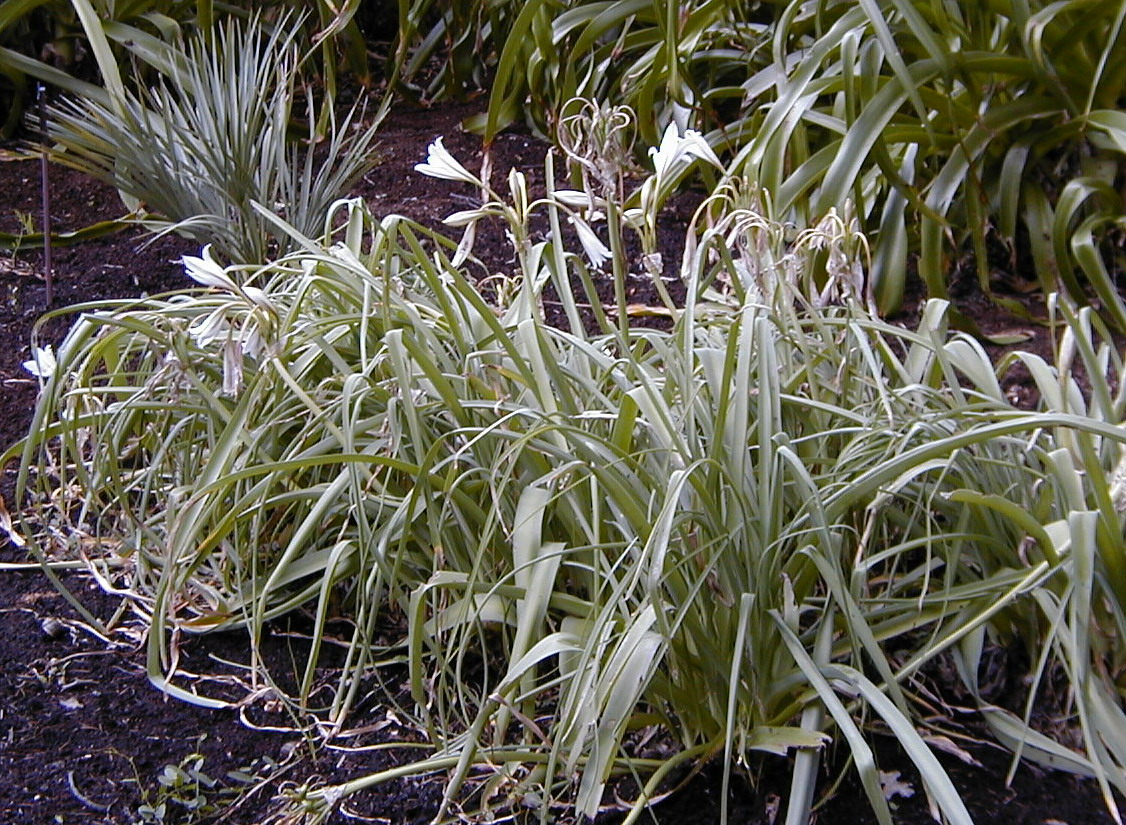
Vista de la planta

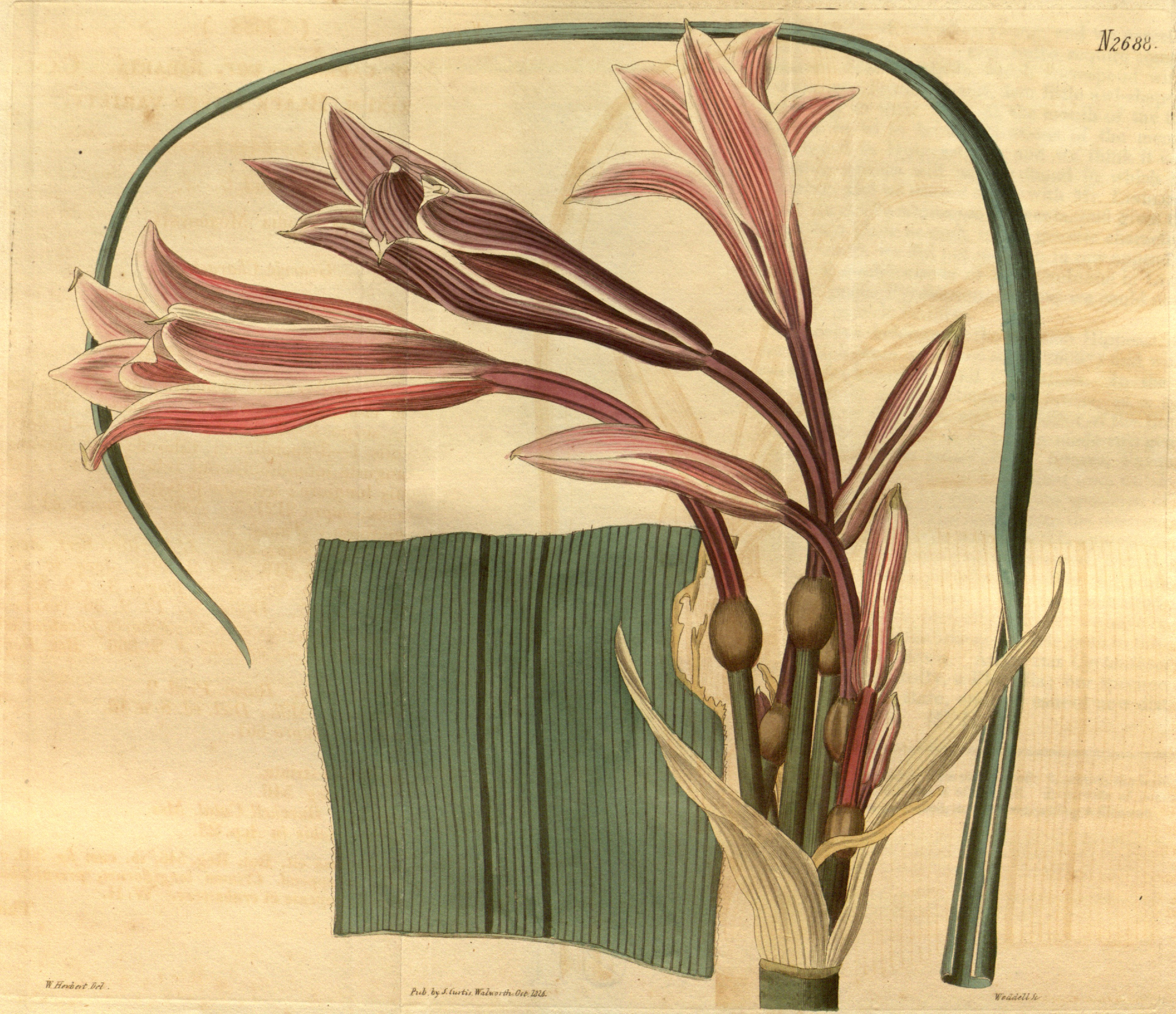
Ilustración

## Descripción
Es una planta bulbosa con bulbos de gran tamaño y con las hojas en forma de cintas, de 50-88 cm de largo. Las flores alcanzan los 40-75 cm de altura, formando umbelas de 8-13 flores. Las flores tienen un aroma dulzón, generalmente son de color rosa con un fondo rosa o rojo, pero puede variar desde el blanco al rojo, tienen forma de embudo. La floración tiene lugar en primavera y verano. La planta crece en lugares húmedos.

## Cultivo y usos
Es una de las especies más comúnmente cultivadas. Se cultiva como planta ornamental por sus hermosas flores. Crecen mejor en suelos profundos que reciben y tienen una gran cantidad de agua durante la temporada de cultivo. Se debe dejar de crecer en el mismo lugar sin perturbaciones durante muchos años. Requieren pleno sol. También se producen buenas plantas de contenedores. Resiste los -10 °C si el bulbo está protegido. Se propaga por división o semillas.

## Taxonomía
Crinum bulbispermum fue descrita por (Burm.f.) Milne-Redh. & Schweick. y publicado en Journal of the Linnean Society, Botany 52(342): 161, en el año 1939.
Etimología
Crinum: nombre genérico que deriva del griego: krinon = "un lirio".
bulbispermum: epíteto latino que significa "con semillas bulbosas".
Sinonimia
- - Amaryllis bulbisperma Burm.f., Fl. Indica, Prodr. Fl. Cap.: 9. 1768.
  - Amaryllis capensis Mill., Gard. Dict. ed. 8: 12. 1768,
  - Amaryllis longifolia var. riparia Ker Gawl., Bot. Reg. 7: t. 546. 1821.
  - Amaryllis riparia (Ker Gawl.) Burch. ex Kunth, Enum. Pl. 2: 580. 1837.
  - Crinum bulbispermum var. sanguineum Traub], Pl. Life 13: 61. 1957.
  - Crinum capense Herb., Bot. Mag. 47: t. 2121. 1820.
  - Crinum capense var. riparia (Ker Gawl.) Herb., Bot. Mag. 53: t. 2688. 1826.
  - Crinum govenium Herb., Trans. Hort. Soc. London 3: 190. 1822.
  - Crinum riparium (Ker Gawl.) Herb., Appendix: 23. 1821.
  - Crinum spofforthianum Herb. ex Sweet, Hort. Brit., ed. 3: 678. 1839.
  - Erigone govenica Salisb., Gen. Pl.: 116. 1866,[4]

## Híbridos
- Crinum × altaclarae Herb., nom. inval.
- Crinum × claronis Herb., nom. inval.
- Crinum × elseae L.S.Hannibal, nom. inval.
- Crinum × herbertii G.Don ex Loudon
- Crinum × kircape O.E.Orpet
- Crinum × mitchamiae Herb., nom. inval.
- Crinum × powellii Baker
- Crinum × puseyae Herb., nom. inval.
- Crinum × roxburghii Herb., nom. inval.
- Crinum × seymouri Herb., nom. inval.